# Anastasia Kelesidou
Anastasia Kelesídou (griechisch Αναστασία Κελεσίδου, * 28. November 1972 in Hamburg) ist eine ehemalige griechische Diskuswerferin, die von 1999 bis 2004 eine Medaille bei jeder großen Meisterschaft gewann.
Kelesidou wurde 1991, 1993–1997, 1999, 2000 und 2002 griechische Meisterin. 1999 stellte sie ihre persönliche Bestleistung von 67,70 Meter auf. Dieser Wurf war ihr neunter griechischer Rekord. 2004 übertraf Ekaterini Vongoli diesen Rekord um zwei Zentimeter.
1994 gewann Kelesidou Silber bei den U23-Europameisterschaften. 1995 erreichte sie bei den Weltmeisterschaften in Göteborg erstmals ein großes Finale und wurde Elfte. Bei den Weltmeisterschaften 1997 in Athen konnte sie sich als 15. der Qualifikation nicht für das Finale qualifizieren.
Bei den Europameisterschaften 1998 wurde sie mit 62,95 Meter Siebte. Ihre erste Medaille gewann sie bei den Weltmeisterschaften 1999 in Sevilla, als sie mit 66,05 Meter Silber hinter Franka Dietzsch erhielt. Ebenfalls den zweiten Platz erreichte sie bei den Olympischen Spielen 2000. Mit 65,71 Meter lag sie allerdings fast drei Meter hinter Elina Swerawa. Bei den Weltmeisterschaften 2001 belegte sie im Wettkampf mit 65,50 Meter Platz 4 hinter Natalja Sadowa, Elina Swerawa und Nicoleta Grasu. Nachdem Sadowa 2005 wegen überhöhter Koffeinwerte rückwirkend disqualifiziert wurde, erhielt Kelesidou nachträglich Bronze.
In München bei den Europameisterschaften 2002 gewann Kelesidou mit 63,92 Meter Bronze hinter Vongoli und Sadowa. Hinter Iryna Jatschanka, aber vor Vongoli gewann Kelesidou mit 67,14 Meter Silber bei den Weltmeisterschaften 2003 in Paris. Zum Abschluss ihrer Karrieren traten Vongoli und Kelesidou bei den Olympischen Spielen 2004 in Athen an. Während Vongoli nur den enttäuschenden achten Platz belegte, gewann Kelesidou mit 66,68 Meter und 34 cm Rückstand auf Sadowa noch einmal olympisches Silber.
Bei einer Körpergröße von 1,92 m betrug ihr Wettkampfgewicht 86 kg.